# Carlo Schönhaar
Carlo Schönhaar, né le 20 novembre 1924 à Hedelfingen près de Stuttgart et mort fusillé le 17 avril 1942 au Mont-Valérien, est un membre allemand de la résistance intérieure française.

## Biographie

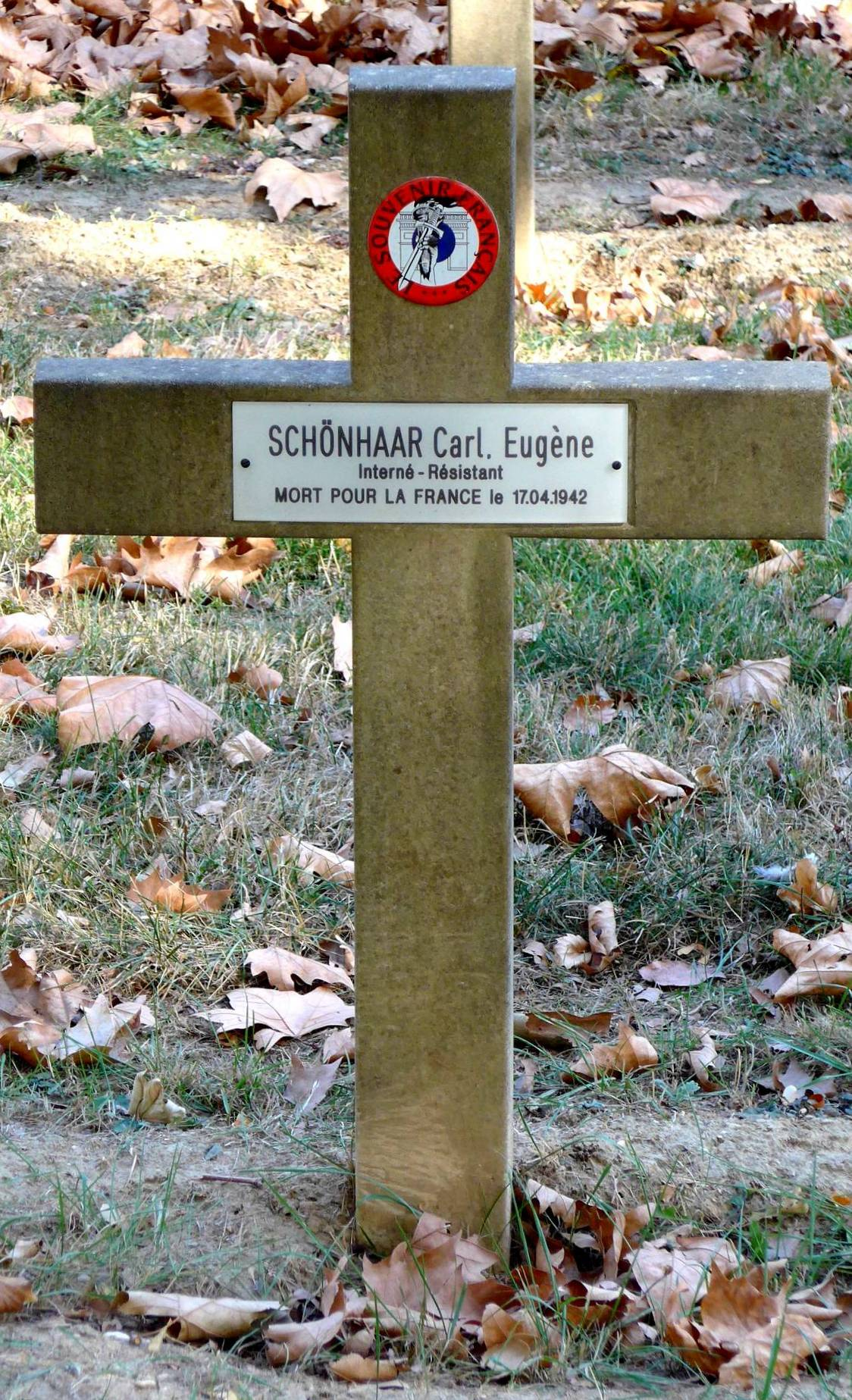
Tombe de Carl Schönhaar au cimetière parisien d'Ivry, carré des fusillés.

Carlo Schönhaar est le fils du résistant communiste, Eugen Schönhaar (de), assassiné par la Gestapo en 1934. Après la dénonciation et l'arrestation de son père, il fuit avec sa mère, Odette Schönhaar, chez ses grands-parents à Lausanne, et plus tard dans le sud de la France,, où il peut poursuivre ses études malgré son séjour illégal. En 1941, il vit avec sa mère à Paris, où il va au lycée Rollin et prend contact avec le mouvement de résistance français. Il est renvoyé du lycée en raison de ses activités politiques. Il parvient à s'inscrire à l’Institut d’optique du boulevard Pasteur.
En tant que membre des Bataillons de la jeunesse, il participe à plusieurs opérations. Le 1er février 1942, il est à la tête d'un détachement qui endommage par des charges d'explosifs des camions de l'armée allemande stationnés place de la Concorde. Le 1er mars 1942, il attaque avec Georges Tondelier, Raymond Tardif et d’autres membres des Bataillons de la jeunesse le poste de garde no 328 d’un bataillon de la Wehrmacht situé au 41 rue de Tanger (19e arrondissement). Des coups de feu sont tirés, des bombes lancées à l'intérieur du poste, faisant de nombreux morts et blessés. 
Il est arrêté le 8 mars 1942, en même temps que Georges Tondelier, alors qu'il vient de déposer une valise remplie d'explosifs salle Wagram où se tient depuis peu une exposition de propagande des autorités d'occupation contre l'Union soviétique. Une cour martiale allemande mène un procès-spectacle à Paris du 7 au 14 avril 1942 et condamne à mort 25 des 27 accusés. Bien qu'en principe les lois allemandes n'autorisent pas la peine de mort contre des personnes n'ayant pas atteint l'âge de 18 ans, Carlo Schönhaar est fusillé à 17 ans avec d'autres combattants de la Résistance au Mont-Valérien.
Sa mère, Odette Schönhaar, née Pisler, fait également partie du mouvement de résistance français et est arrêtée le lendemain de l'arrestation de Carlo. Elle est incarcérée à la prison de la Santé, puis déportée le 17 avril 1942 au camp de concentration de Ravensbrück, où elle est internée jusqu'à la libération par l'Armée rouge en avril 1945. Après la Seconde Guerre mondiale, Odette Schönhaar retourne en France et travaille pour L'Humanité.
Le corps de Carlo Schönnhaar repose dans le carré des fusillés au cimetière parisien d'Ivry.

## Distinction
La mention « Mort pour la France » a été attribuée à Carlo Schönhaar en date du 17 octobre 1946.